# سيدو ساي
سيدو ساي (بالفرنسية: Seydou Sy)‏ (12 ديسمبر 1995 بداكار في السنغال - ) هو لاعب كرة قدم سنغالي في مركز حراسة المرمى.

## وصلات خارجية
- سيدو ساي على موقع قاعدة بيانات كرة القدم.إي يو (الإنجليزية)
- سيدو ساي على موقع ليكيب (الفرنسية)
- سيدو ساي على موقع Soccerway.com (الإنجليزية)
- سيدو ساي على موقع عالم كرة القدم.نت (الإنجليزية)
- سيدو ساي على موقع AS.com (الإسبانية)